# 川勝主一郎
川勝 主一郎（かわかつ しゅいちろう、1931年 - ）は、ラグビー監督・指導者。俳優でもある。関西ラグビーフットボール協会会長。京都市生まれ。

## 来歴・人物
1931年、京都府京都市で生まれた。立命館大学経済学部卒業、滋賀大学専攻科修了。1954年、大映所属の俳優となった。ちなみに、勝新太郎、市川雷蔵らと同期であった。俳優としてテレビドラマ『部長刑事』などに出演した。また、花園高等学校ラグビー部の監督として、1964年から1978年までの15大会で14度の京都府代表となり、全国高校ラグビー準優勝3回を成し遂げた。テレビドラマ『スクール☆ウォーズ』で、相模一高のモデルは花園高等学校で、勝又監督のモデルが彼であったという。その後、花園大学ラグビー部の監督を務める。2012年まで、関西ラグビーフットボール協会、京都府ラグビーフットボール協会の会長も務める。2011年、旭日双光章受章。